# Panamerikanische Spiele 1987/Boxen
Die 10. Boxwettkämpfe der Herren bei den Panamerikanischen Spielen wurden vom 8. August bis zum 23. August 1987 in der US-amerikanischen Stadt Indianapolis ausgetragen. Erstmals wurden auch im Superschwergewicht zwei Bronzemedaillen an die unterlegenen Halbfinalisten vergeben. Es wurden insgesamt 48 Medaillen in 12 Gewichtsklassen vergeben.

## Medaillengewinner
| Klasse                          | Gold                         | Silber                                  | Bronze                                                     |
| ------------------------------- | ---------------------------- | --------------------------------------- | ---------------------------------------------------------- |
| Halbfliegengewicht (bis 48 kg)  | Luis Román Rolón Puerto Rico | Michael Carbajal USA                    | Juan Torres Kuba Jesus Herrera Dominikanische Republik     |
| Fliegengewicht (bis 51 kg)      | Adalberto Regalado Kuba      | David Grimán Venezuela                  | Hamilton Rodrigues Brasilien Rafael Ramos Puerto Rico      |
| Bantamgewicht (bis 54 kg)       | Manuel Martínez Kuba         | Michael Collins USA                     | Domino Domigella Argentinien Rafael del Valle Puerto Rico  |
| Federgewicht (bis 57 kg)        | Kelcie Banks USA             | Emilio Villegas Dominikanische Republik | José Avelar El Salvador Esteban Flores Puerto Rico         |
| Leichtgewicht (bis 60 kg)       | Julio Gonzales Kuba          | José Luis Perez Venezuela               | Hector Arroyo Puerto Rico Marc Menard Kanada               |
| Halbweltergewicht (bis 63,5 kg) | Cadelario Duvergel Kuba      | Todd Foster USA                         | Wanderley Oliveira Brasilien Daniel Cueto Panama           |
| Weltergewicht (bis 67 kg)       | Juan Carlos Lemus Kuba       | Kenneth Gould USA                       | Pedro Frias Dominikanische Republik Rey Rivera Puerto Rico |
| Halbmittelgewicht (bis 71 kg)   | Orestes Solano Kuba          | Freddy Sanchez Puerto Rico              | Frank Liles USA Gary Smikles Jamaika                       |
| Mittelgewicht (bis 75 kg)       | Ángel Espinosa Capó Kuba     | Otis Grant Kanada                       | Carlos Herrera Venezuela Juan Montiel Uruguay              |
| Halbschwergewicht (bis 81 kg)   | Pablo Romero Hernandez Kuba  | Nelson Adams Puerto Rico                | Wilfred Moses Guyana Andrew Maynard USA                    |
| Schwergewicht (bis 91 kg)       | Félix Savón Kuba             | Juan Antonio Díaz Argentinien           | Domenico d’Amico Kanada Michael Bentt USA                  |
| Superschwergewicht (über 91 kg) | Jorge Luis González Kuba     | Lennox Lewis Kanada                     | Carlos Barcelete Brasilien Riddick Bowe USA                |

## Medaillenspiegel
| Rang | Land                    | Gold | Silber | Bronze | Gesamt |
| ---- | ----------------------- | ---- | ------ | ------ | ------ |
| 1    | Kuba                    | 10   | 0      | 1      | 11     |
| 2    | Vereinigte Staaten      | 1    | 4      | 4      | 9      |
| 3    | Puerto Rico             | 1    | 2      | 5      | 8      |
| 4    | Kanada                  | 0    | 2      | 2      | 4      |
| 5    | Venezuela               | 0    | 2      | 1      | 3      |
| 6    | Dominikanische Republik | 0    | 1      | 2      | 3      |
| 7    | Argentinien             | 0    | 1      | 1      | 2      |
| 8    | Brasilien               | 0    | 0      | 3      | 3      |
| 9    | El Salvador             | 0    | 0      | 1      | 1      |
| 9    | Jamaika                 | 0    | 0      | 1      | 1      |
| 9    | Guyana                  | 0    | 0      | 1      | 1      |
| 9    | Panama                  | 0    | 0      | 1      | 1      |
| 9    | Uruguay                 | 0    | 0      | 1      | 1      |
|      | Total                   | 12   | 12     | 24     | 48     |